# Vlajka Nauru

Nauruská vlajka
Poměr stran: 1:2

Vlajka Nauru je tmavomodrý list s úzkým žlutým vodorovným proužkem uprostřed a s bílou dvanácticípou hvězdou v levé dolní části. Poměr stran vlajky je 1:2. Žlutý pruh je široký 1/12 šířky neboli 1/24 délky vlajky.
Modrá barva vlajky představuje vody Tichého oceánu, ve kterém Nauru leží. Žlutý pruh symbolizuje rovník, který probíhá méně než 1° severně od ostrova. Svislé umístění hvězdy naznačuje zeměpisnou polohu ostrova, vodorovné vyjadřuje jeho umístění na západ od mezinárodní datové hranice. Dvanáct cípů hvězdy připomíná dvanáct původních kmenů ostrovního obyvatelstva. Barevnost vlajky byla zvolena s ohledem na ostatní státy pacifické oblasti, což lze chápat jako jednoznačné přihlášení k tomuto regionu.

Rozměry nauruské vlajky

Vlajka byla zavedena v den, kdy Nauru získalo nezávislost – 31. ledna 1968.
Návrh vlajky vzešel z místní soutěže, finální podobu vlajce dodal australský výrobce.

## Galerie

Vlajka Německého císařství, užívaná na Nauru (1887–1914) Poměr stran: 2:3
Britská vlajka, užívaná na Nauru (1914–1921) Poměr stran: 1:2
Australská vlajka, užívaná na Nauru (1921–1942) Poměr stran: 1:2
Japonská vlajka, užívaná na Nauru (1942–1945) Poměr stran: 2:3
Australská vlajka, užívaná na Nauru (1945–1968) Poměr stran: 1:2